# Mainà de Bali
El mainà de Bali (Leucopsar rothschildi) és una espècie d'ocell de la família dels estúrnids (Sturnidae) endèmic de l'illa de Bali. Conegut localment com a jalak Bali, és un ocell de mida mitjana (fins a 25 cm de llarg), gairebé totalment blanc amb una cresta llarga i caiguda i puntes negres a les ales i la cua. L'ocell té la pell nua blava al voltant dels ulls, les potes grisenques i el bec groc. Els dos sexes són similars. El seu estat de conservació es considera en perill crític d'extinció i se suposa que actualment n'hi ha menys de 100 adults a la natura.

## Taxonomia i sistemàtica
La primera descripció científica d'aquesta espècie es va fer el 1912. Situat al gènere monotípic Leucopsar, sembla que està més relacionat amb Sturnia i l'estornell pagodarum, que inicialment es va col·locar a Sturnus i posteriorment es va traslladar per un estudi el 2008 a Sturnia, ja que Sturnus era altament parafilètic. L'epítet específic commemora l'ornitòleg britànic Lord Rothschild.

## Descripció

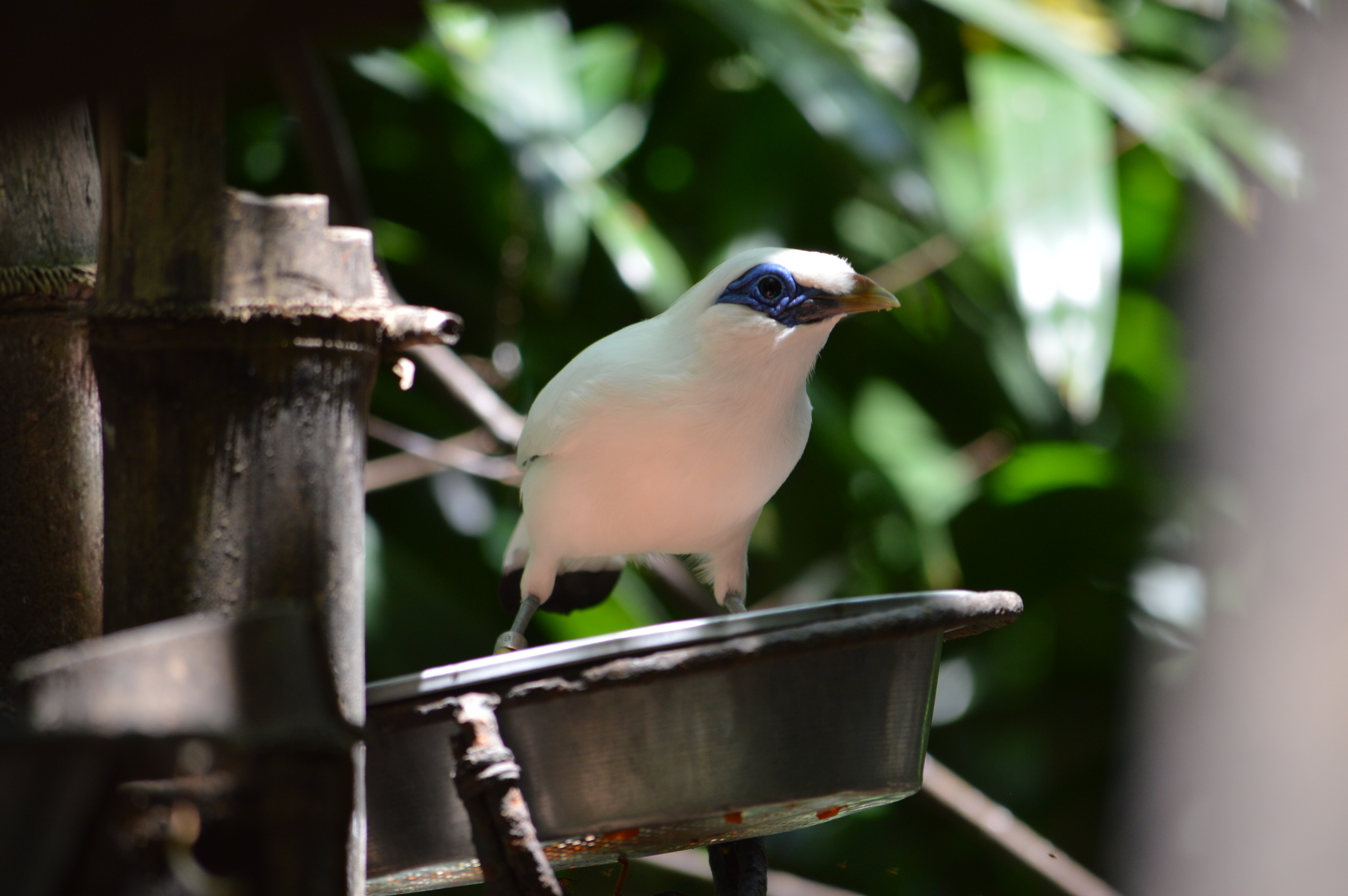
A l'[https://waddesdon.org.uk/your-visit/grounds/aviary/ aviari de Waddesdon

Leucopsar rothschildi és un ocell mitjà-gran d'uns 25 cm de longitud. És gairebé completament blanc amb una cresta allargada i caiguda, les puntes de les ales i la punta de la cua són negres. Té el bec groc i la pell nua al voltant dels ulls de color blavós. Acridotheres melanopterus, una espècie similar, té una cresta més curta i una àrea de negre molt més gran a les ales i la cua, a més d'un anell groc (sense plomes) i potes.

## Distribució i hàbitat
Leucopsar rothschildi està restringit a l'illa de Bali (i les seves illes marines) a Indonèsia, on és l'única espècie de vertebrat endèmic de l'illa. El 1991, l'ocell va ser designat emblema faunístic de Bali. Presentat a la moneda indonesia de 200 rupies, el seu nom local és jalak Bali.

## Comportament i ecologia

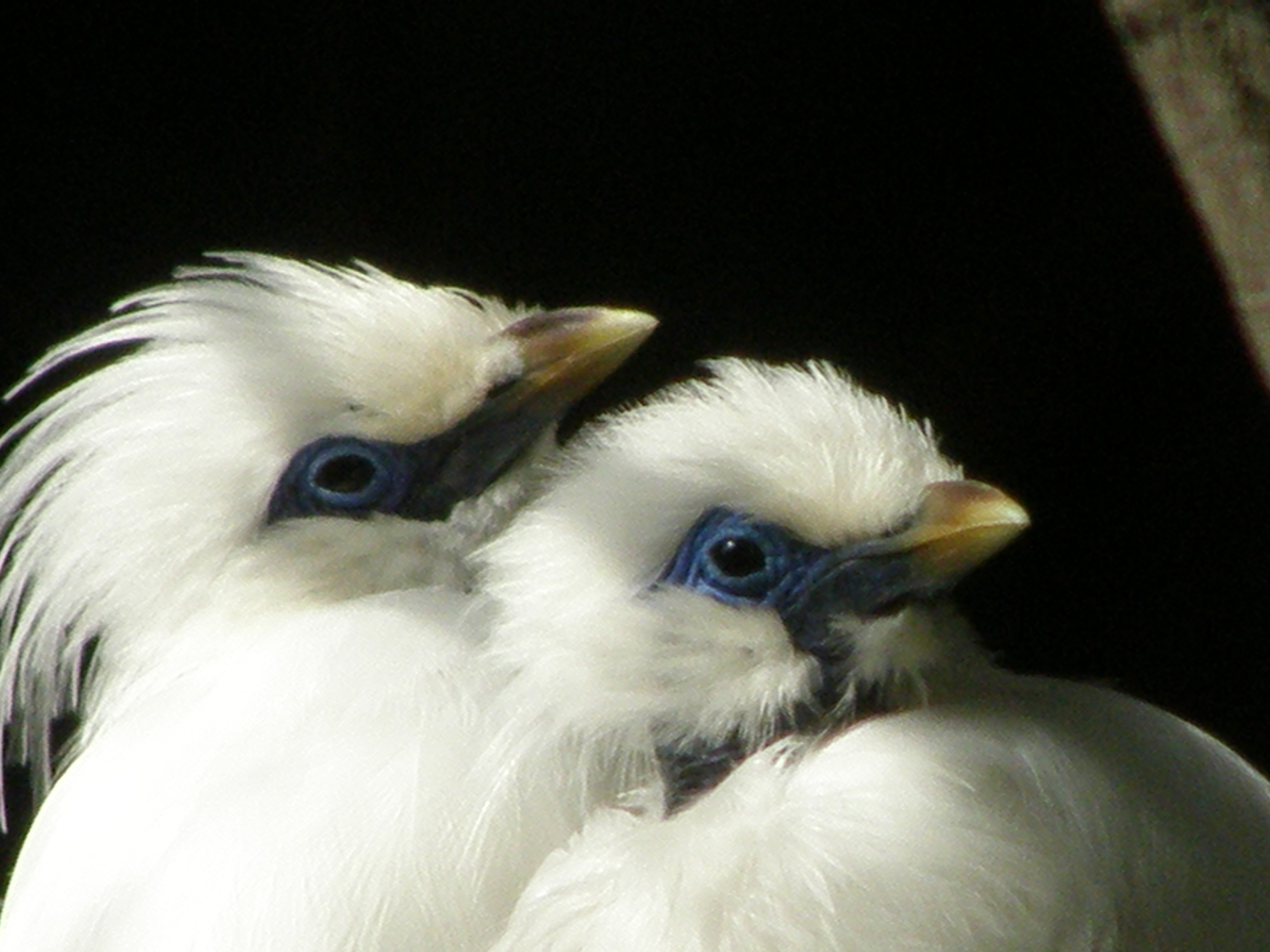
Dos joves

En el seu hàbitat natural és poc visible, atès que utilitza les copes dels arbres per amagar-se, i, a diferència d'altres estúrnids, sol baixar a terra només per beure o per trobar materials per niar; el que semblaria ser una adaptació biològica a la seva visibilitat per als depredadors quan es troba al descobert. Aquest ocell es reuneix sovint en grups quan és jove per localitzar millor el menjar i vigilar els depredadors. Les vocalitzacions són una gran varietat de reclams clars i un piulet emfàtic.
La dieta de Leucopsar rothschildi inclou fruites, llavors, cucs i insectes.

### Cria
Durant l'època de reproducció (l'estació de les pluges de Bali), els mascles atrauen les femelles piulant fort i fent voltes amunt i avall. Els ocells nien a cavitats arbòries, amb la femella ponent i incubant dos o tres ous. Tant els mascles com les femelles porten menjar al niu per als pollets després de l'eclosió.

## Estat i conservació

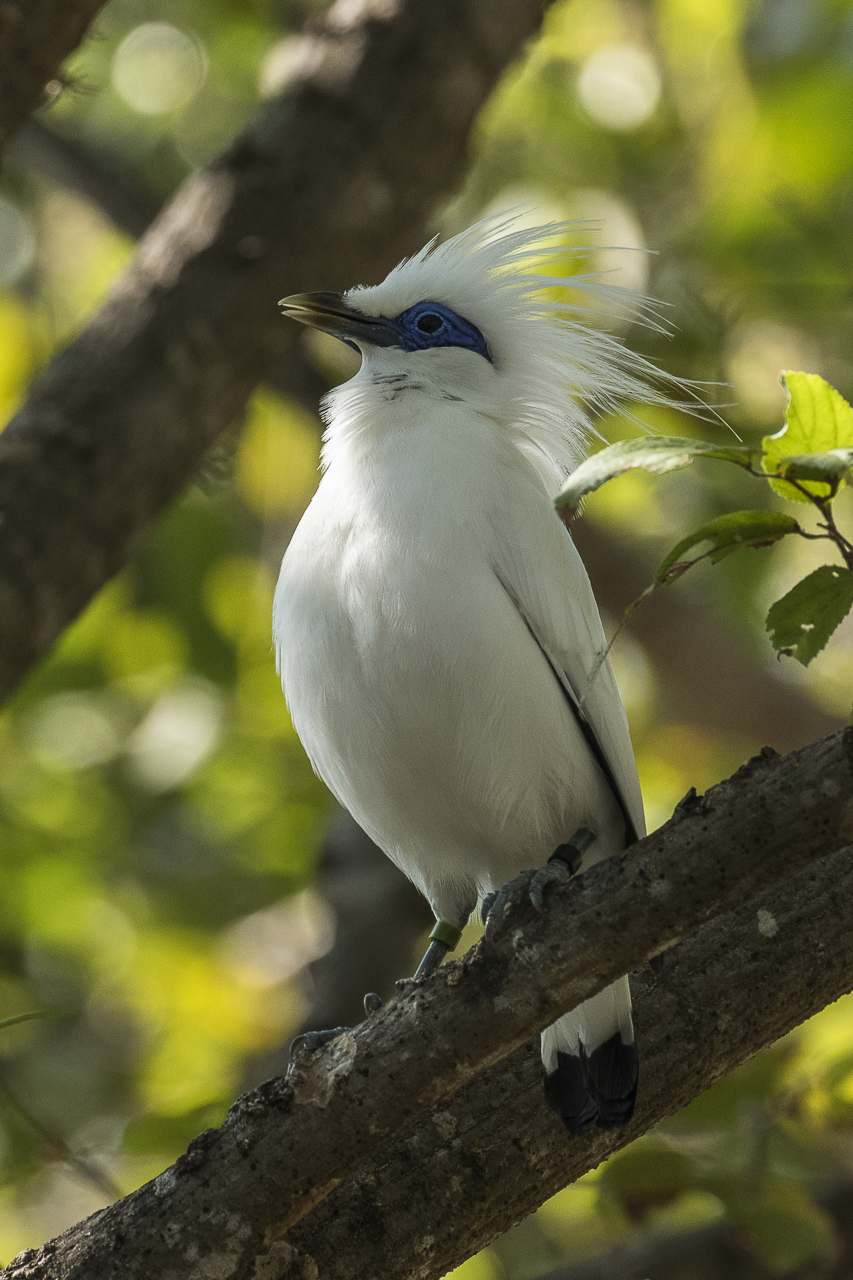
Al parc nacional de West Bali, Bali, Indonèsia.

Leucopsar rothschildi està en perill crític i la població salvatge ha estat a punt de desaparèixer des de 1994, com a mínim. A partir del 2015, se suposa que existeixen menys de 100 adults en estat salvatge, i es creu que uns 1.000 sobreviuen en captivitat. L'espècie apareix a l'apèndix I de la CITES. El comerç fins i tot d'exemplars de cria en captivitat està estrictament regulat i l'espècie no sol estar disponible legalment per a particulars. No obstant això, els avicultors experimentats poden afiliar-se a programes de cria en captivitat, cosa que els permet mantenir legalment aquesta espècie. Es calcula que el nombre d'ocells en captivitat comprats al mercat negre és el doble del nombre d'individus adquirits legalment en els programes de cria en captivitat.
Actualment hi ha tres llocs a Bali on les aus existeixen en estat salvatge: el parc nacional de Bali occidental; La petita illa de Bali de Nusa Penida i el lloc de reproducció i alliberament de la Fundació Begawan a Melinggih Kelod, Payangan.

### Parc nacional de Bali occidental
Es va estimar que hi havia 350 aus al parc nacional de Bali occidental als anys vuitanta. Durant la dècada de 1990, més de 400 ocells criats en gàbia van ser alliberats al parc per augmentar el seu nombre. Però el 2005, les autoritats del parc van estimar que el nombre havia caigut a menys de 10. Aquest descens va ser causat principalment pels caçadors furtius que van respondre a la lucrativa demanda d'ocells rars a l'mercat d'ocells engabiats.

### Illa Nusa Penida

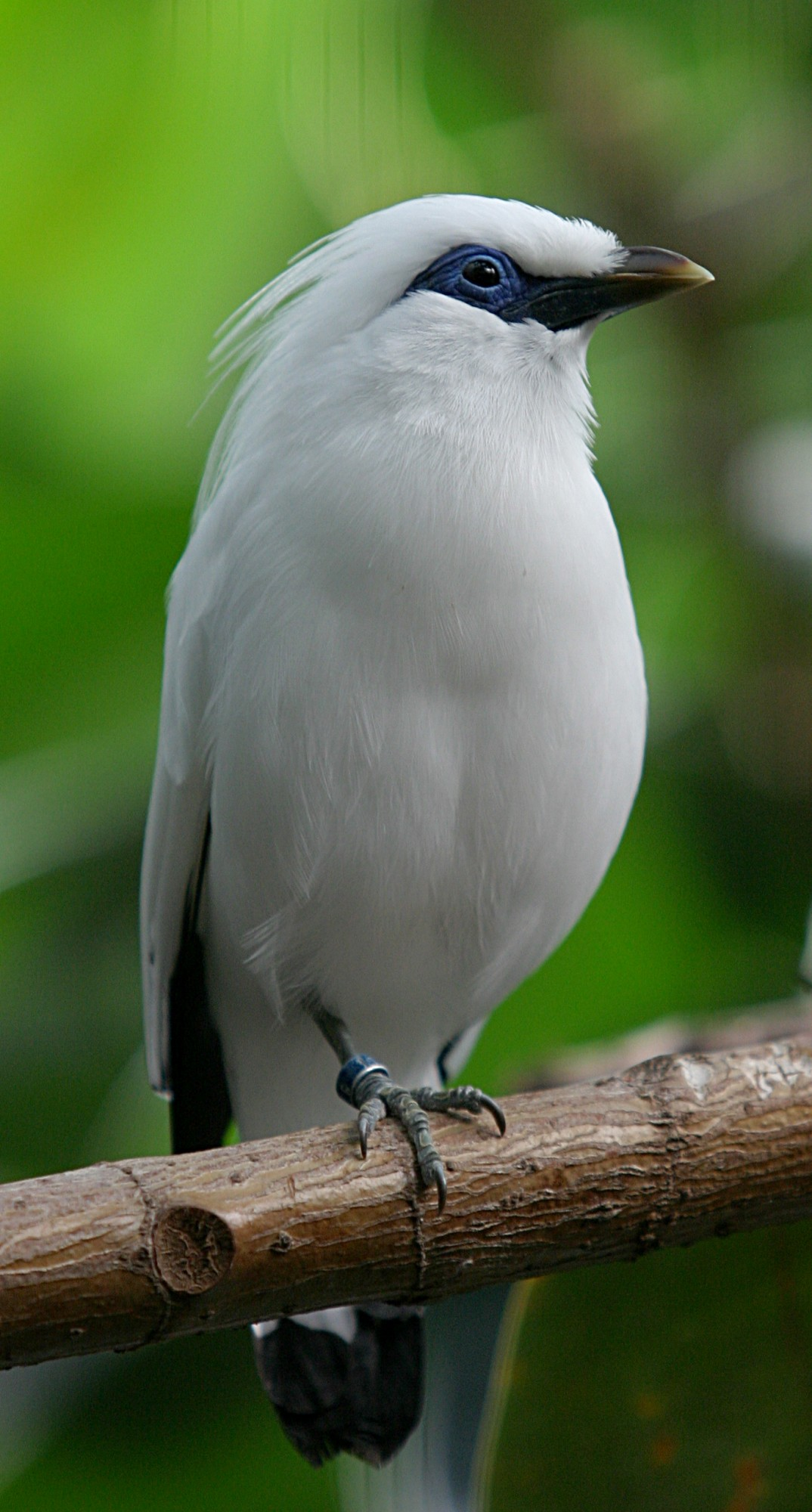
Als jardins zoològics del comtat de Milwaukee, Estats Units

Actualment hi ha una població de Leucopsar rothschildi a l'illa de Nusa Penida i les seves illes germanes de Nusa Ceningan, Nusa Lembongan, a la costa sud-est de Bali. La Fundació Amics dels Parcs Nacionals (FNPF), una ONG indonesia amb seu a Bali, ha transformat les illes en un santuari d'ocells no oficial. Això es va aconseguir gràcies a que la FNPF ha treballat durant molts anys amb els més de 40 pobles de les illes, persuadint-los perquè aprovessin una regulació tradicional per protegir els ocells i eliminar amb eficàcia l'amenaça dels caçadors furtius. Des de llavors, la FNPF ha rehabilitat i alliberat diverses aus en perill d'extinció a l'illa de Nusa Penida, incloent-hi molts individus de Leucopsar rothschildi subministrats per diversos criadors.
La Fundació Begawan va iniciar el seu programa de cria de Leucopsar rothschildi a Begawan Giri el 1999 amb dues parelles. La població va créixer fins a arribar als 97 individus el 2005. Es va iniciar un programa d'alliberament a Nusa Penida, on es van deixar anar 64 ocells el 2006 i el 2007. El seguiment de les aus alliberades suggereix que el seu nombre havia augmentat fins a més d'un centenar el 2009 i s'havia estès per Penida, amb un nombre reduït també a Ceningan i Lembongan. Des d'aleshores s'han tornat a replegar diversos altres individus de cria en captivitat, inclosos 6 individus a la veïna Nusa Lembongan. La fundació espera llançar aproximadament 10 Leucopsar rothschildi cada any. Les aus continuaran procurant-se de diferents reproductors per augmentar la diversitat genètica de la creixent població salvatge de Nusa Penida. El personal de camp de la Fundació Begawan ha supervisat diàriament les aus alliberades des del seu alliberament i compta amb un oficial de camp dedicat des del 2010. Les troballes s'informen regularment al Departament Forestal, amb fotografies i pel·lícules preses de les activitats dels ocells.

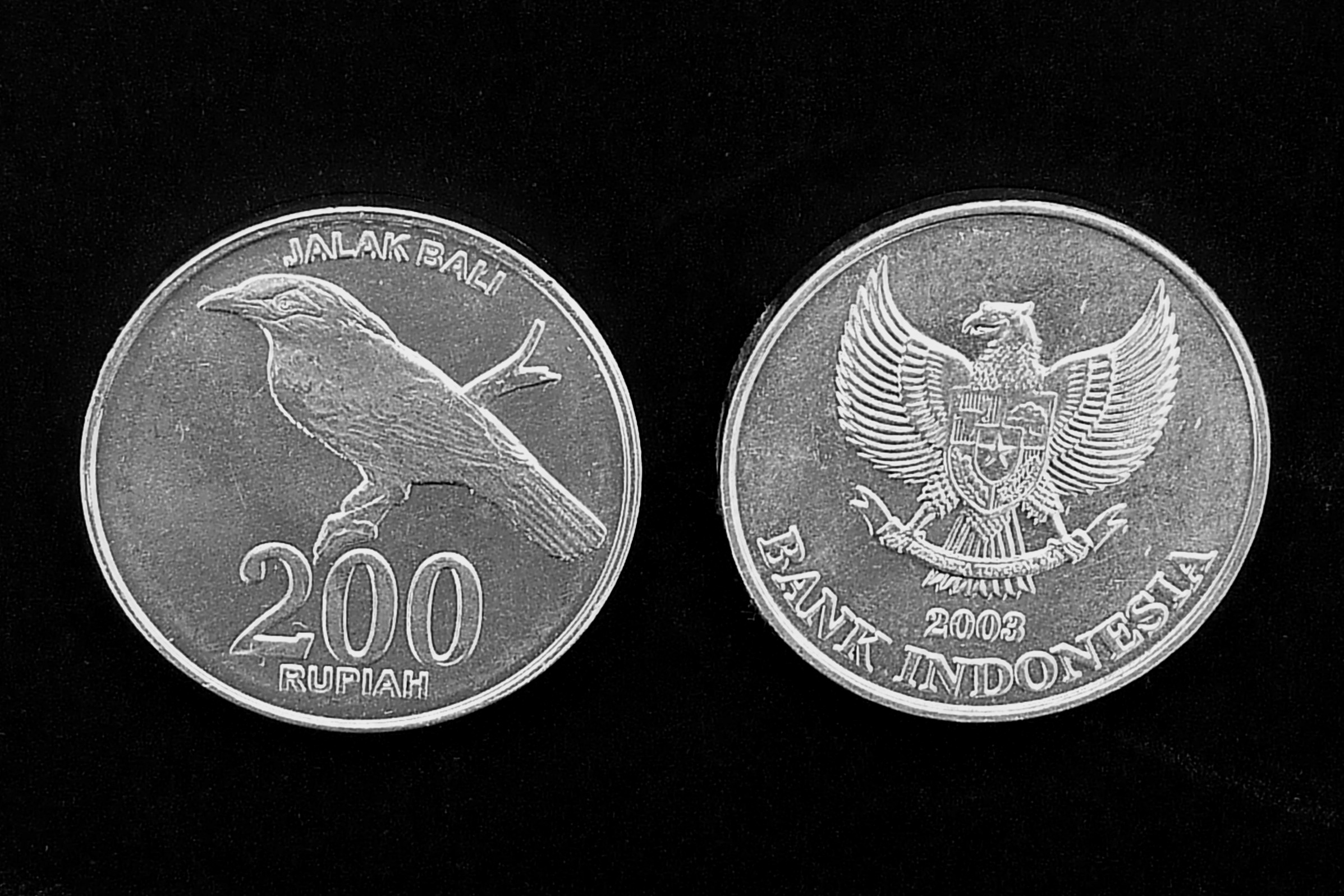
Moneda de 200 rupies amb el minà de Bali

No obstant això, segons una auditoria feta per la Fundació Begawan tant a Nusa Penida com a Nusa Lembongan el febrer i març del 2015, es va veure que menys de 15 ocells volaven en llibertat. Els càlculs suggereixen que, el 2015, fins i tot tenint en compte la depredació natural i la mort d'aus grans, hauria d'haver-hi almenys 200 aus volant a Nusa Penida, cosa que indica que el comerç il·legal de fauna salvatge afecta enormement la població.

### Sibang, Bali central

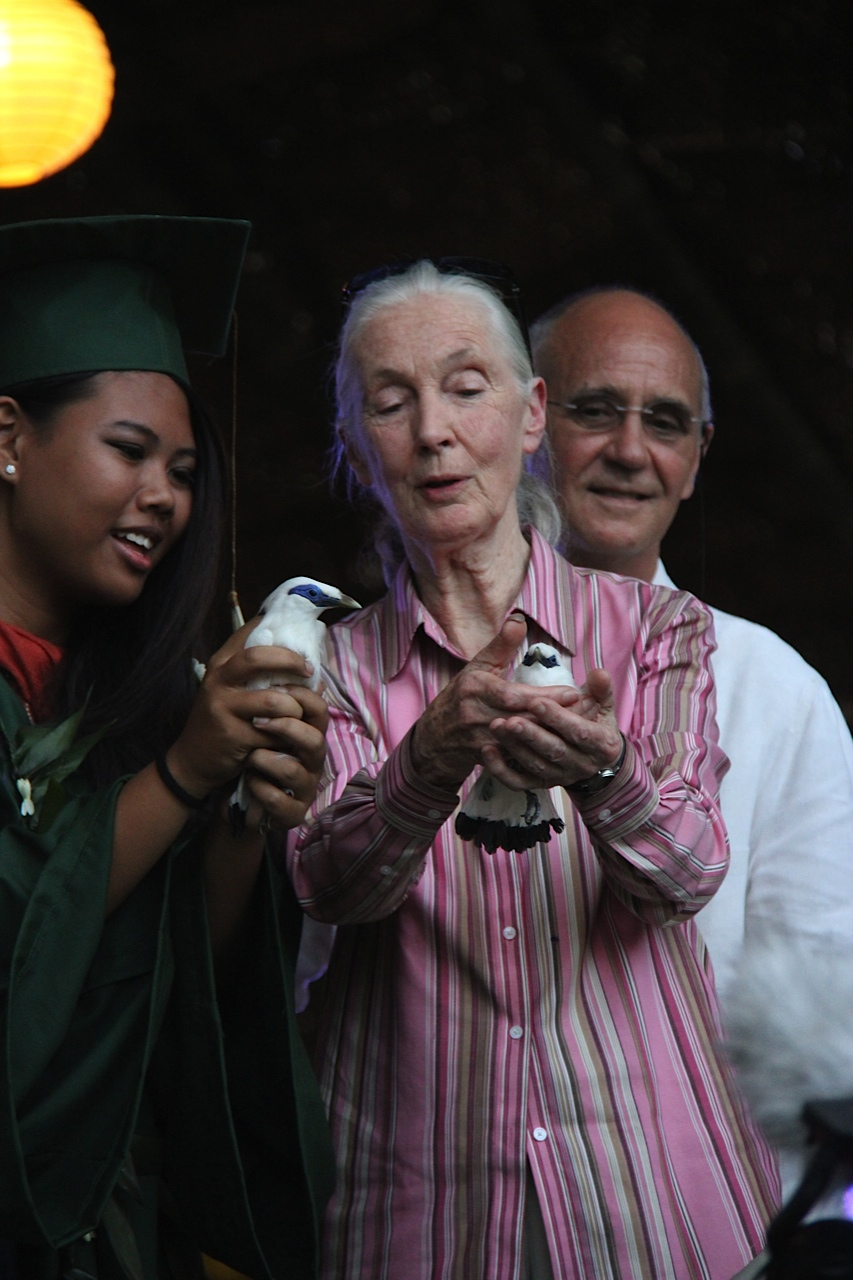
La doctora Jane Goodall allibera un minà de Bali nascut i criat al Centre de reproducció i alliberament de la Fundació Begawan a Sibang, Bali

El 2010, la Fundació Begawan va prendre la decisió de traslladar tots els ocells de cria en captivitat de Bali de Nusa Penida a un nou lloc a Sibang, a prop d'Ubud. El programa de cria es va tornar a iniciar amb l'objectiu d'investigar nous llocs d'alliberament propers. Durant el 2011, es van donar un total de 23 estornells de Bali al programa de cria de la fundació. Tres aus van ser donades per Jurong Bird Park, i 20 provenien de diversos zoològics de tot Europa, membres del Programa europeu d'espècies en perill d'extinció, les contribucions dels quals significaven que s'introduirien noves línies genètiques quan s'aparellessin les aus importades amb les aus locals.
El novembre de 2012, la Fundació Begawan va alliberar quatre parells d'estornells de Bali al seu lloc de cria a Sibang. Aquestes aus van ser observades i els seus hàbits diaris van ser registrats per personal de la Fundació i estudiants de l'escola verda adjacent. Abans de l'alliberament es va dur a terme un programa de conservació amb els pobles locals, que comptà amb el suport total del rei de Sibang. Cada ocell ha estat anellat per identificar-lo a mesura que s'adapta a la vida salvatge. Com que es tractava d'un alliberament suau, els ocells sovint aprofiten per tornar al lloc de cria per trobar aigua i menjar. No obstant això, és evident que hi ha noves fonts de fruita i una gran varietat d'insectes a la rodalia que proporcionen una dieta completa i saludable per a aquestes aus i la seva descendència.
El 2014, hi va haver tres alliberaments de la Fundació Begawan al seu lloc de Sibang. Tres ocells mascles i una femella van ser alliberats a l'abril, amb el suport de la comunitat local. Al juny, la doctora Jane Goodall, durant la seva visita a Bali, va participar en l'alliberament de dos ocells.

### Melinggih Kelod, Payangan
A finals de 2017, la Fundació Begawan va decidir concentrar els seus programes a Melinggih Kelod, Payangan, al nord d'Ubud. A finals del 2017 es va iniciar un programa de conservació de base comunitària, que va proporcionar als residents locals l'oportunitat de criar minàs de Bali i poder alliberar descendència de la generació F2 en dos anys, i novament en els anys posteriors. També es preveu que la comunitat sigui responsable de la seguretat dels ocells a la natura mitjançant un control seriós i l'aplicació de la llei tradicional del poble. El poble va oficiar un "awik-awik" (llei local) el novembre de 2018, que ha estat signat pel cap del poble, així com pels kelians (caps) dels banjars (seccions del poble). La llei local estableix que està prohibit disparar / atrapar / caçar el jalak Bali o qualsevol altra animal salvatge protegit a la zona. Qualsevol persona de la comunitat que es vegi atrapada fent alguna de les situacions anteriors pagarà una penalització de 10.000.000 Rp.
La Fundació també va alliberar diversos ocells a finals del 2018, creant un ramat salvatge de jalak Bali al poble, que està protegit per la comunitat. S'espera que els alliberaments suaus donin a la descendència l'oportunitat de reproduir-se en estat salvatge i que es pugui desenvolupar un programa d'ecoturisme per proporcionar ingressos al poble.
Juntament amb el programa de conservació basat en la comunitat a Melinggih Kelod Village, el centre de cria i alliberament de la fundació s'ha reubicat i ara es troba a Banjar Begawan, un dels districtes del poble. Aquest centre està obert a la comunitat local i al públic en general.